# 褚九皐
褚九皋（1547年—？），字聞遠，號鶴臺，直隸蘇州府長洲縣人，民籍，明朝政治人物。

## 生平
隆慶元年（1567年）丁卯科應天鄉試第八十三名舉人，萬曆八年（1580年）中式庚辰科會試第二百二名，三甲第十一名進士。礼部觀政，本年授武昌府推官，卒。

## 家族
曾祖褚瑄；祖父褚祥；父褚曜，母譚氏。